# Эмеральд
Остров Эмеральд (англ. Emerald Island) — остров-призрак в южной части Тихого океана (или в Тихоокеанском секторе Южного океана). Открыт в 1821 году. Позже остров обнаружен не был.

## История открытия
Несколько ранних исследователей сообщили о наличии острова, лежащего между Австралией и Антарктидой к югу от острова Макуори. Наблюдение было сделано, в частности, кораблём «Эмеральд» (Emerald) в декабре 1821 года, и название острова происходит от названия этого корабля. Это был, как предполагалось, небольшой (но высокий или гористый) остров под 57°30′ ю. ш. 162°00′ в. д..

Однако никакого следа этого острова не было найдено в 1840 году организованной ВМФ США Исследовательской экспедицией (United States Exploring Expedition), под командованием коммодора Чарльза Уилкса; ничего не дал и поиск, предпринятый Эрнестом Шеклтоном на «Нимроде» в 1909 г. 
Неизвестно, существовал ли в действительности этот остров. Возможно, остров затонул (его предполагаемое местоположение совпадает с районом подводного вулканического нагорья). Но наиболее вероятное объяснение заключается в том, что островом были атмосферные явления (скопление тумана), оптические иллюзии или несколько огромных айсбергов — во всяком случае, никто не утверждал, что высаживался на остров.

## Остров на карте
Несмотря на неудачные поиски, остров Эмеральд попал на многие географические карты (например, на карте «Полярные страны Южного полушария» в Энциклопедическом словаре Брокгауза он отмечен как «о. Эмеральдъ»), в том числе и в фундаментальный советский «Атлас Антарктики», где показано его расположение под 57°15′ ю. ш. 162°50′ в. д., с пометкой "существование острова сомнительно".. Он появился даже на карте 1987 г. в ежедневнике (с атласом), изданном American Express.
Глубоководную равнину на дне океана ниже предполагаемого местонахождения этого призрачного острова называют Равнина Эмеральд (англ. Emerald Basin).